# 晉靖侯
晉靖侯（？—前841年），姬姓，出土铭文记载其名为喜父，《史记·晋世家》作宜臼，是西周諸侯國晉國的第六任統治者，晉厲侯之子。
晉靖侯十七年（前842年），周厲王殘暴不仁，周人將他趕出鎬京，讓周公和召公共同當國，史稱“共和”。晉靖侯於次年去世，子僖侯司徒立。